# 安東尼奧·何塞·卡瓦尼列

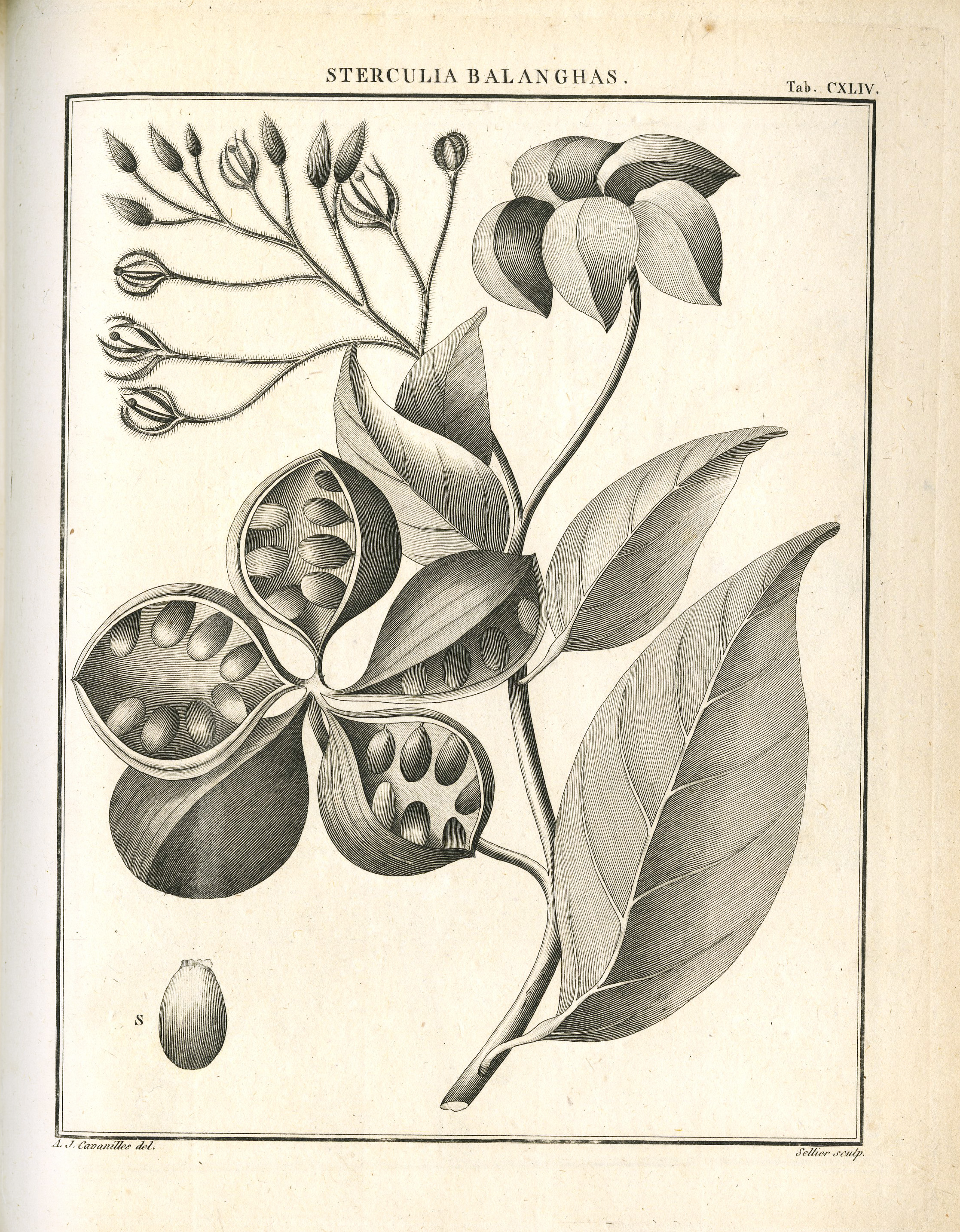
Sterculia balanghas，《Monadelphiæ classis dissertationes decem》（1790年），安東尼奧·何塞·卡列尼列著

安東尼奧·荷西·卡列尼列（Antonio José Cavanilles，1745年1月16日 – 1804年5月5日）是18世紀西班牙植物學家，他命名了許多來自大洋洲及其他地區的至少100屬植物，其中54種命名至2004年依然在用。 
卡列尼列出生於西班牙巴倫西亞。1777年至1781年居於巴黎，身兼牧師與植物學家兩重身份。他是最早採用二名法的西班牙植物學家之一。
後來他從巴黎移居至馬德里，任馬德里皇家植物園主管，1801年至04年間是植物學教授。1804年死於馬德里。

## 外部連結
- Biography （页面存档备份，存于） by the Australian National Botanic Gardens
- Malpighiaceae/Cavanilles
- Monadelphiæ classis dissertationes decem on the Internet Archive
- Chronophobia （页面存档备份，存于） Scans of 160 plates from Monadelphiæ classis dissertationes decem